# 政木和三
政木 和三（まさき かずみ、1916年5月26日 - 2002年8月6日）は、日本の発明家・科学者、スピリチュアリスト。元大阪帝国大学工学部工作センター長。
自身の発明したほとんどの特許を手放し、技術の無償提供を行った。
またペンジュラムを用いた人間性の測定を提唱、これが政木フーチとして発展を遂げた。

## 略歴
政木は兵庫県生まれで、幼少は姫路の北、神崎郡市川町瀬加の自然豊かな山間で育った。
昭和15年、彼は関西高等工業学校（現在の大阪工業大学）電気工学科を卒業し、大阪帝国大学工学部に進学した。工学部では、通信学科はじめ、建築学科、土木学科などすべての学科を履修し、応用物理、造船工学、航空学も学んだ。卒業が近づくと、政木には助教授のポストが設けられたが、彼はその提案を遠慮し、さらなる学びのため医学部に入学した。医学部で彼は、神経エレクトロニクスの研究を行った。7年後に医学部を卒業すると、彼は力学の分野に進んだ。
政木はのちに、通信工学科研究室に入り工学部工作センター長となった。

## 発明家としての面
彼は発明の能力に優れ、発明品の数は1000件以上にのぼる（物的証拠のあるもので1000あまり、それ以外を含むと3000件近いという）。発明した具体的なものには、自動炊飯器、自動ドア、歯科用ドリル、魚群探知機などがある。また、彼の技術によって、カラーテレビの低価格化が実現された。政木は自身の特許の多くを手放した。これにより社会的に技術革新が進んだ。なぜなら、彼の技術の公開が一般人や企業の新製品開発につながったからである。彼は発明品を創るにあたり、一瞬で設計図が頭にひらめくことがあったという。

## スピリチュアリストとしての面
政木はスピリチュアルな体験、経験を数多くした。発明の際の特定のインスピレーションもその一つである。また彼は、「人々が幸せになる発明をしなさい」という啓示的信号を受けた。政木は後年、これら自身のスピリチュアルな経験や、真理が自然の中にあることなどを、講演活動で伝えた。